# Aeroportul Ain Arnat
Aeroportul Ain Arnat (IATA: QSF, ICAO: DAAS) este un aeroport din Sétif, Districtul Sétif, Provincia Sétif, Algeria ce deservește zona Sétif. Aeroportul a fost tranzitat în 2020 de 25.964 de pasageri.
Situat la o altitudine de 1.015 m, aeroportul dispune de 1 pistă.

## Infrastructură

### Piste
Aeroportul dispune de o singură pistă. Pista are orientarea 09/27. 